# فيلق المتطوعين البولندي
فيلق المتطوعين البولندي (بالبولندية: Polski Korpus Ochotniczy) ؛ (بالأوكرانية: Польський добровольчий корпусبالحروف اللاتينية: Polskyy dobrovolchyy korpus ، PDK ) هي مجموعة متطوعة من البولنديين.   قاتل الفيلق ضد روسيا في الغزو الروسي لأوكرانيا.   كما قاتلوا في غارات بيلغورود جنبا إلى فيلق المتطوعين الروسي وفيلق حرية روسيا.  

## تاريخ
تم تأسيس فيلق المتطوعين البولندي في فبراير 2023، أي بعد سنة من الغزو الروسي.  قاتل الفيلق ضد الروس خلال توغلات بيلغورود.  نشر الفيلق صوراً على تويتر أظهرت أنهم يقاتلون مع فيلق المتطوعين الروسي روسيا في بيلغورود .  ذكر الفيلق أنه لم يُقتل أحد من أعضاءه خلال القتال في بيلغورود. 